# Villa Kelling
Die Villa Kelling liegt im Ursprungsstadtteil der sächsischen Stadt Radebeul, in der Gartenstraße 77 an der Ecke zur Emilienstraße. Die Fabrikantenvilla wurde um 1925 „wohl nach [dem] Entwurf des Architekten Max Czopka“ errichtet. Das Gebäude wird heute als Kanzleigebäude genutzt.

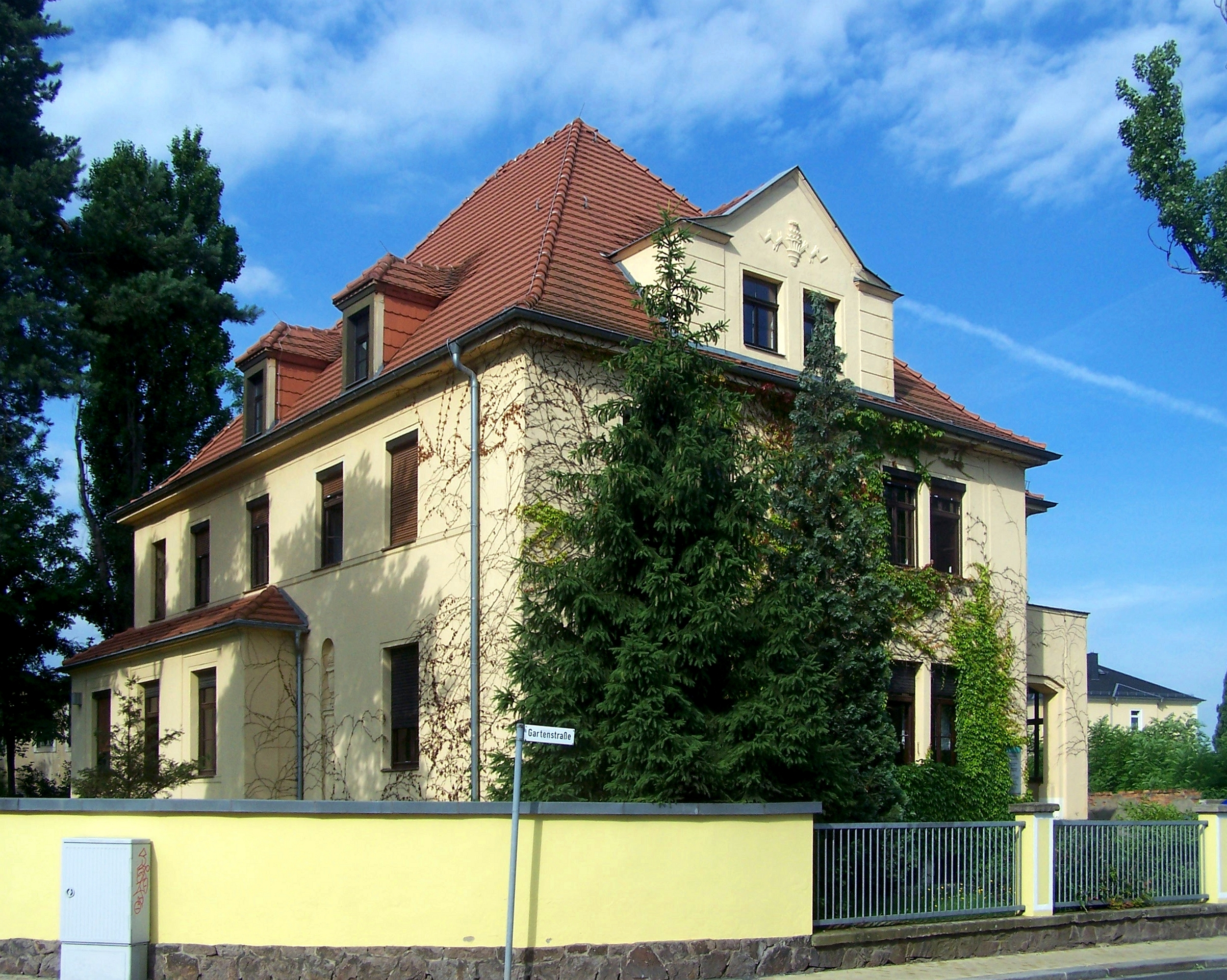
Villa Kelling, Gartenstraße 77

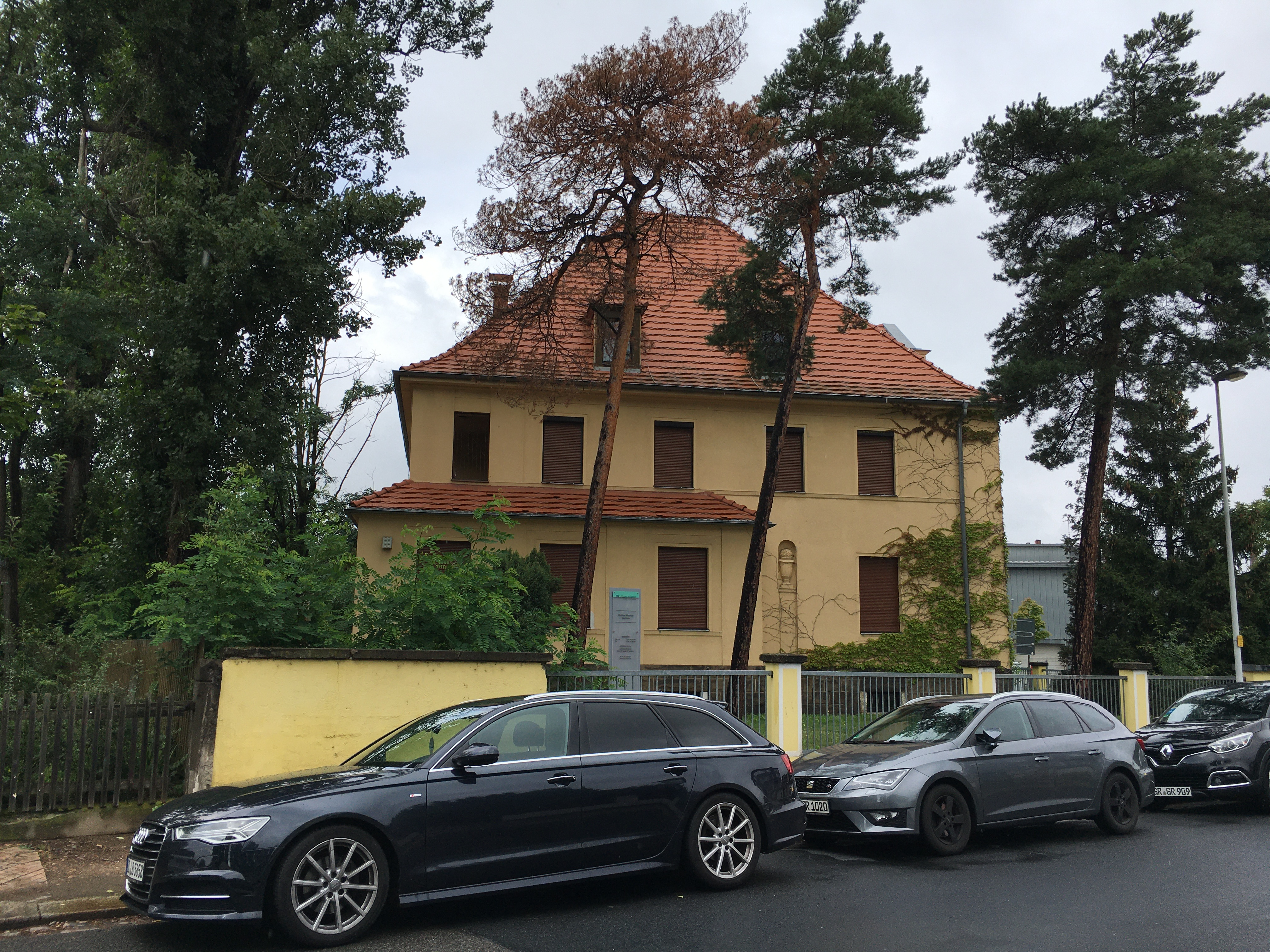
Villa Kelling, Ansicht Emilienstraße

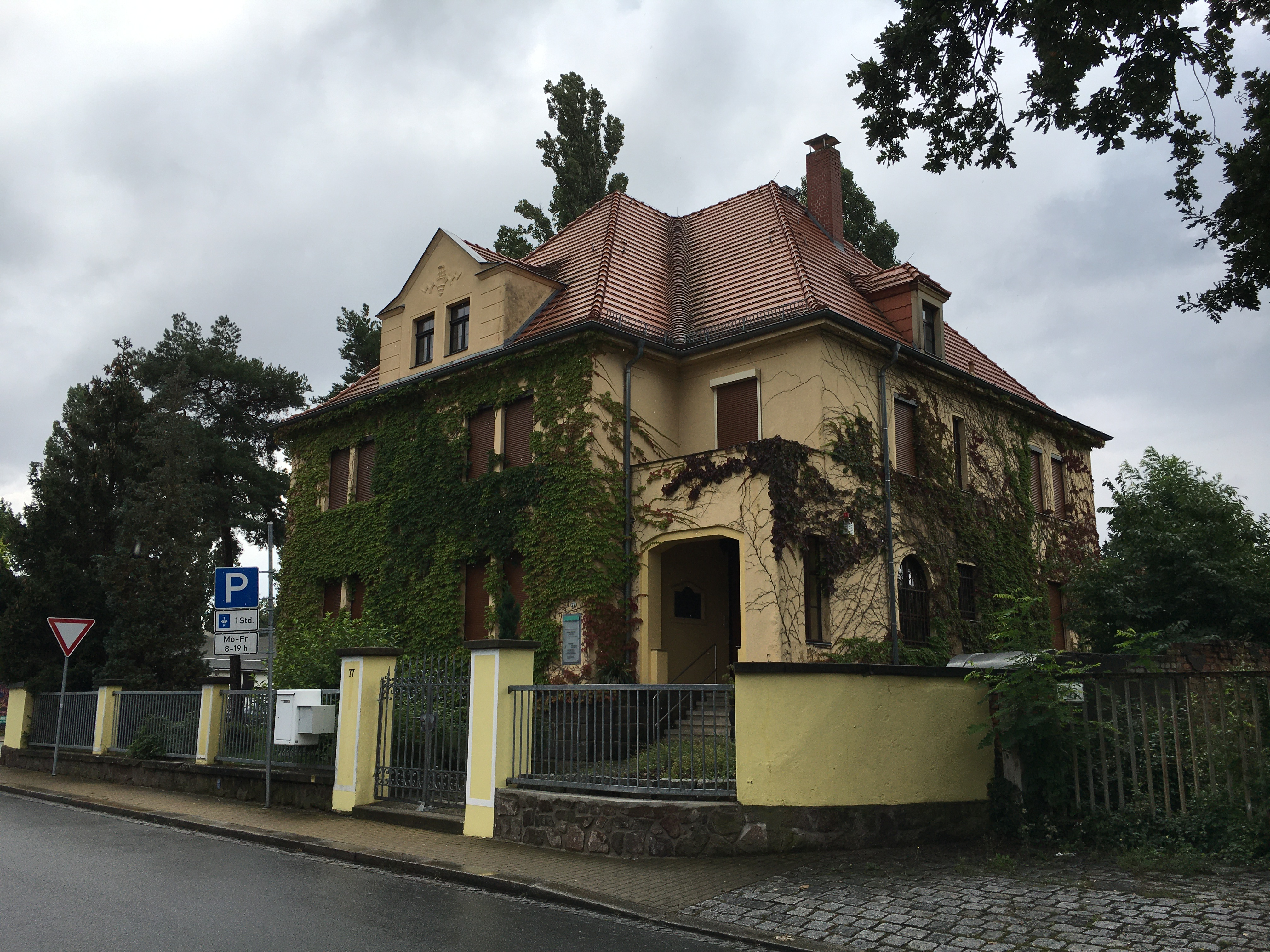
Villa Kelling, Seitenansicht in der Gartenstraße

## Beschreibung
Die zweigeschossige, unter Denkmalschutz stehende Fabrikantenvilla steht am Rande des Radebeuler Industriegebiets auf einem Eckgrundstück zur Emilienstraße. Die ehemals zugehörige Fabrik der Färberei und Chemischen Waschanstalt W. Kelling befand sich in der nahegelegenen Seestraße.
Zur Emilienstraße zeigt die fünfachsige Hauptansicht, während zur Gartenstraße die Schmalseite mit einer Breite von zwei Doppelfensterachsen zeigt. Das Wohnhaus hat ein hohes, ziegelgedecktes Walmdach.
Im Erdgeschoss der Straßenansicht zur Emilienstraße steht ein dreiachsiger Standerker mit Lisenengliederung, im Dach darüber finden sich zwei Walmgauben. Im Dach der Hauptansicht zur Gartenstraße steht ein breites Zwerchhaus mit einem Dreiecksgiebel mit Giebelschultern, unter diesen eine Putzquaderung. Im Giebel befindet sich eine Ornamentik im Stil des Art déco. In der rechten Seitenansicht steht ein Eingangsvorbau, über diesem ebenfalls eine Art-déco-Ornamentik.
Der Putzbau mit Betonwerksteinen ist schlicht gegliedert.
Die reiche Innenausstattung im Stil des Art déco, insbesondere im Treppenhaus und in einigen Innenräumen, ist weitgehend erhalten.

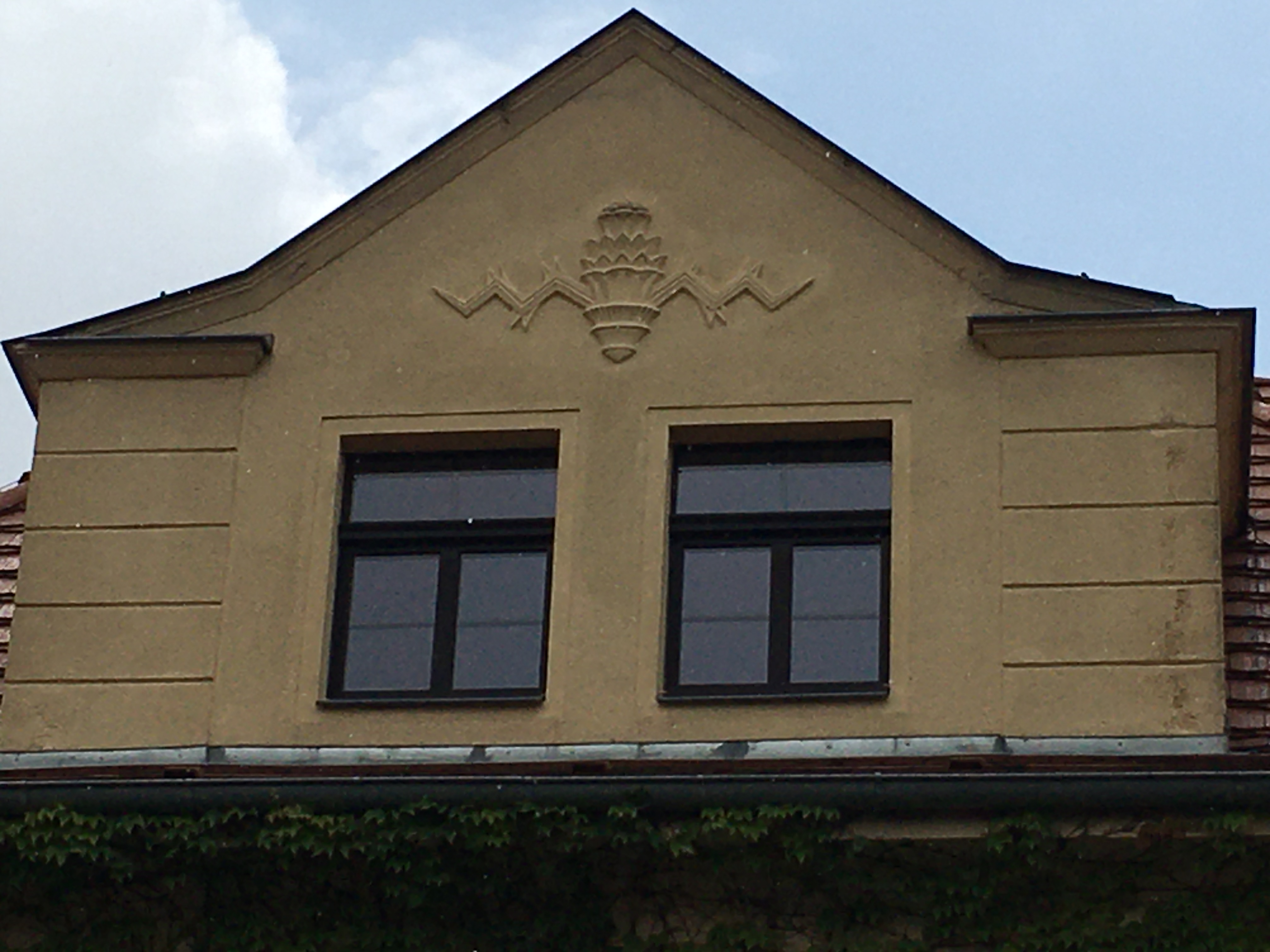
Villa Kelling, Art-déco-Ornamentik
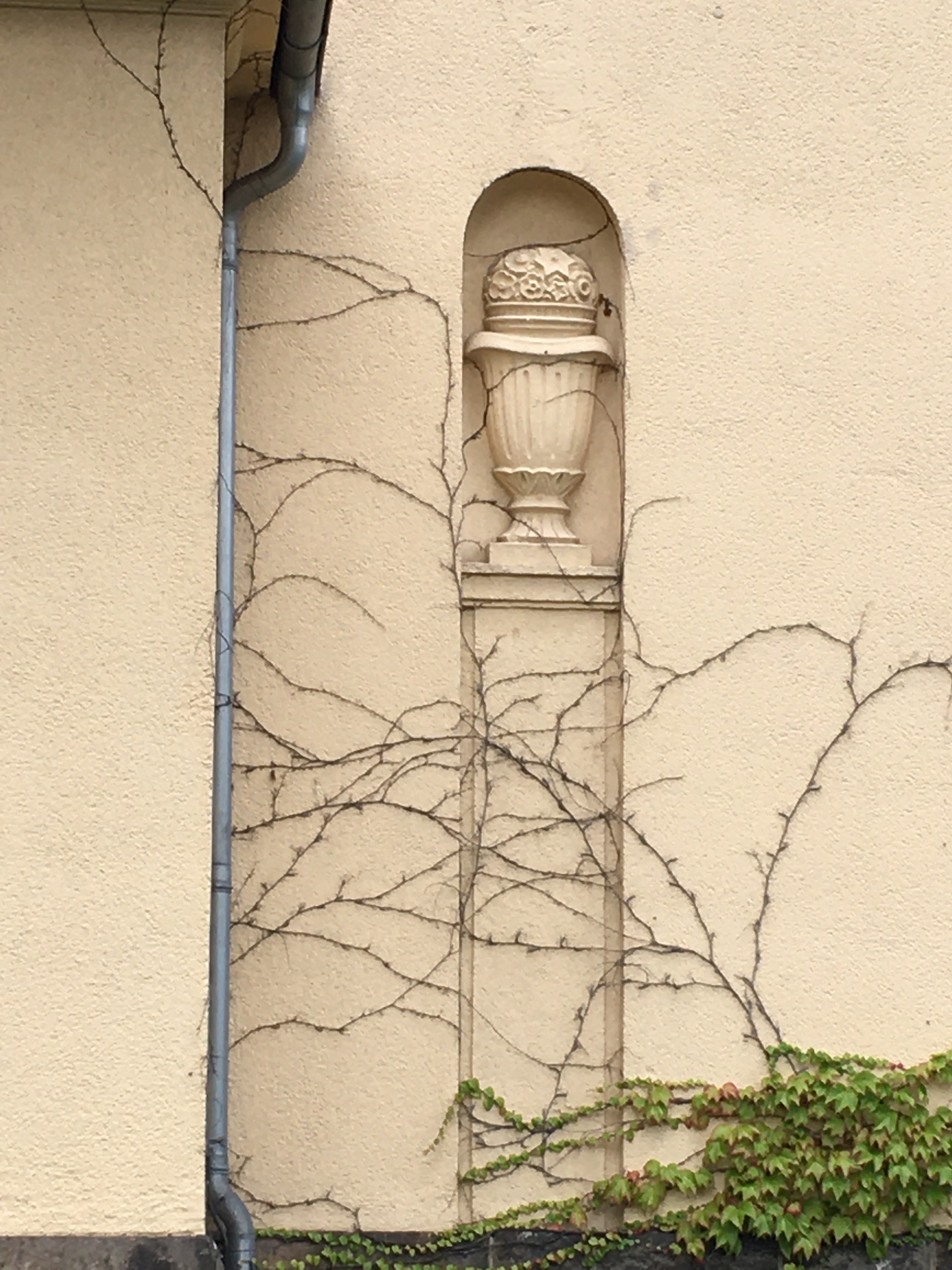
Villa Kelling, Art-déco-Ornamentik